# Bradysia diversiabdominalis
Bradysia diversiabdominalis är en tvåvingeart som först beskrevs av Franz Lengersdorf 1941.  Bradysia diversiabdominalis ingår i släktet Bradysia och familjen sorgmyggor.
Artens utbredningsområde är Österrike. Arten är reproducerande i Sverige. Inga underarter finns listade i Catalogue of Life.